# 桑托阿方索
桑托阿方索是巴西马托格罗索州的一个市镇。总面积1169.503平方公里，总人口2855人，人口密度2.4人/平方公里。